# Moragueres (Llobera)
Moragueres és una masia situada al municipi de Llobera, a la comarca catalana del Solsonès.